# Gobierno y política de Moldavia
El Parlamento unicameral moldavo cuenta con 101 asientos y sus miembros son elegidos a través del sufragio popular por periodos de cuatro años. El Parlamento a su vez elige al presidente, quien ejerce como jefe de Estado. El presidente nombra a un primer ministro como jefe de gobierno, quien a su vez confecciona un gabinete, ambos sometidos a la aprobación del Parlamento.